# 老拉努喬·法爾內塞
老拉努喬·法爾內塞（義大利語：Ranuccio Farnese il Vecchio，約1390年－1450年7月2日）是一個義大利貴族及雇傭軍首領，他被認為是法爾內塞家族的創始及奠基者。

## 生平
老拉努喬在伊斯基亚迪卡斯特罗出生，他在1416年接替了他的父親皮埃特羅·法爾內塞的位子，成為了錫耶納共和國的軍隊統帥並擊敗了皮蒂利亞諾的奧爾西尼家族，1419年教宗馬丁五世封他為羅馬元老，三年後他得到了教宗國的領土泰森納諾及皮亞恩薩諾作為封地。
他於1431年-1447年被尤金四世任命為教廷衛隊總隊長，並於之後獲得蒙塔爾托迪卡斯特羅、卡尼諾以及拉吉奧北部的許多領土。

## 婚姻
老拉努喬與他的妻子阿尼埃塞·摩納德斯基（Agnese Monaldeschi）育有12名子女：
- 加布里埃列·弗朗切斯科（Gabriele Francesco）：傳至第三代的雇傭軍事業在他這邊結束。
- 安傑洛（Angelo）：教廷軍隊隊長。
- 皮埃爾·路易吉（Pier Luigi seniore）：教宗保祿三世的父親。
- 皮埃特羅（Pietro）：奧爾維耶托軍隊隊長。
- 卡特琳娜（Caterina）：約在幼年時期死亡。
- 維奧蘭特（Violante）：約在幼年時期死亡。
- 阿尼埃塞（Agnese）：於1443年與里尼亞諾領主，來自薩維利家族（英语：Savelli family）的保祿（Paolo）結婚。
- 魯克蕾齊亞（Lucrezia，1430－1487）：1445嫁給了安圭拉腊萨巴齐亚伯爵，韦特腊拉、焦韋、維亞諾領主，來自安圭拉腊（英语：House of Anguillara）家族的弗朗切斯科（Francesco dell'Anguillara）。
- 尤金妮亞（Eugenia）：1455年嫁給了帕莱斯特里纳、聖切薩雷奧、傑納扎諾領主，來自科隆納家族的斯帝法內羅（Stefanello Colonna）。
- 潘塔西麗亞（Pentasilea）： 嫁給了佩魯賈貴族康斯坦提諾·迪·魯吉埃羅·康特拉尼埃利（Costantino di Ruggiero Contranieri）。
- 弗朗切絲卡（Francesca）：嫁給了卡斯蒂廖內伯爵、奧爾維耶托貴族，來自摩納德斯基家族（英语：Monaldeschi）的詹蒂萊·摩納德斯基·德拉·切爾瓦拉（Gentile Monaldeschi della Cervara）。
- 茱莉婭（Giulia，？－1511）